# گودال هرشل
گودال هرشل بزرگترین دهانه برخوردی بر روی سطح میماس یکی از قمرهای سیاره زحل یا کیوان است. نام این گودال به افتخار اخترشناس بزرگ ویلیام هرشل؛ کاشف قمر میماس در ۱۷۸۹، بر آن گذاشته شده‌است.
این گودال با اولین نگاه به میماس دیده می‌شود زیرا تقریباً یک سوم این قمر را در بر می‌گیرد.

## تصویر

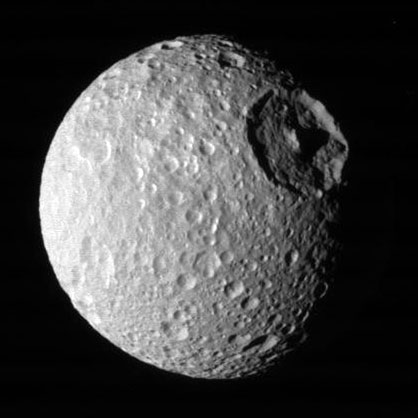
نمایی از گودال هرشل بر روی قمر میماس

این تصویر توسط کاوشگر ناسا از سطح میماس گرفته شده‌است که در آن گودال هرشل و قله بلند وسط ان به وضوح مشخص است.

## اندازه گودال
قطر این دهانه به ۱۳۰ کیلومتر است و دیواره‌های آن حدود ۵ کیلومتر ارتفاع دارد. عمیق‌ترین نقطهٔ این گودال به ۱۰ کیلومتر پایین‌تر از سطح میماس می‌رسد و در وسط این گودال قله‌ای به ارتفاع ۶ کیلومتر نسبت به کف گودال مشاهده می‌شود.